# Desmoscolecidae
Desmoscolecidae é uma família de nematóides pertencentes à ordem Desmoscolecida.

## Géneros
Géneros:
- Antarcticonema Timm, 1978
- Calligyrus Lorenzen, 1969
- Demanema Timm, 1970